# جاستن بول
جاستن بول (بالإنجليزية: Justin Poole) هو مسؤول استخبارات أمريكي شغل منصب نائب مدير الوكالة الوطنية للاستخبارات الجغرافية المكانية (NGA) من عام 2017 حتى عام 2019.

## الحياة المهنية
انضم بول إلى الوكالة الوطنية للاستخبارات الجغرافية المكانية في عام 1991، وشارك طوال مسيرته المهنية في عدة مهام تتعلق بجمع وتحليل البيانات الجغرافية المكانية لدعم الأمن القومي الأمريكي. تولى منصب نائب مدير الوكالة في 2017، حيث كان ثاني أعلى مسؤول تنفيذي في الوكالة.

## التحقيق والانفصال عن الوكالة
في فبراير 2019، تم وضع بول في إجازة إدارية بعد أن أصبح هدفًا لتحقيق من مكتب المفتش العام التابع لوزارة الدفاع الأمريكية. وبعد ذلك بشهرين، في يونيو 2019، أعلن المفتش العام أن بول كان على علاقة غير لائقة مع موظفة متعاقدة، ما شكّل خرقًا للقواعد المتعلقة بالسلوك المهني. استقال بول من منصبه في 31 يونيو 2019.